# NGC 73
NGC 73 je galaksija u zviježđu Kit.

## Vanjske poveznice
- SEDS: NGC 0073